# Destructor (cómic)
El Destructor es un personaje mágico de ficción que aparece en los cómics estadounidenses publicados por Marvel Comics. Usualmente representado como un oponente del Dios del Trueno y el héroe Thor, de hecho es un traje de armadura asgardiana animado por la magia. El personaje aparece por primera vez en Journey into Mystery # 118 (julio de 1965) y fue creado por Stan Lee y Jack Kirby.
Debutando en la Era de la Plata de los cómics, el Destructor aparece en más de cuatro décadas de la continuidad de Marvel y otros productos respaldados por Marvel, como series de televisión animadas, películas de acción en vivo, videojuegos y mercancías, como figuras de acción y cromos. Debido a problemas con la marca comercial, al menos una versión de juguete de este personaje se comercializa como Destructor de Marvel.
El Destructor aparece en la película de acción real 2011 Thor. Se considera un arma diseñada para proteger a Asgard de amenazas fuera del reino.

## Biografía ficticia del personaje
El Destructor es una armadura encantada forjada por el rey de los dioses nórdicos, Odín. Cuando apareció por primera vez, se dio a entender que el Destructor había sido creado como un arma para enfrentar la amenaza oscura de las estrellas. Visto por primera vez en el Templo de la Oscuridad en Asia, el Destructor es utilizado por el archienemigo de Thor, Loki, contra él. Animado por una fuerza vital cercana, combate a Thor hasta que se detiene, Loki se ve obligada a intervenir y detener al Destructor con una fuerza letal cuando Odin amenaza con matarlo. Thor luego entierra la armadura bajo un tobogán de montaña.
La armadura es usada nuevamente por Loki en un intento fallido de matar a Odin, antes de ser rescatada por Karnilla, la Reina de las Nornas, y animada por la compañera de Thor, Sif, quien intentó usarla para luchar contra el villano Demoledor cuando Thor fue privado temporalmente de su divinidad y poderes. El Destructor, sin embargo, ataca a Thor, terminando la batalla cuando Sif rompe su conexión con él.
Más tarde, Thor ofrece la armadura al devorador mundial Galactus, a cambio de liberar a su Heraldo actual, Firelord. Galactus acepta, y el Destructor actúa como su Heraldo, detectando la Contra-Tierra de la entidad antes de luchar contra los Cuatro Fantásticos. El Destructor finalmente es recapturado para su reutilización por Loki.
Cuando se revela que la amenaza de las estrellas son los Celestiales, Thor aprende que los dioses Padres del Cielo (Odin, Zeus, etc.) unieron sus recursos un milenio antes para crear al Destructor como un arma para detener la llegada de la llamada Cuarta Hueste. de celestiales. En el penúltimo momento, Odin ingresa en la armadura del Destructor y luego absorbe las esencias de la vida de todos los presentes en Asgard (con la excepción del Thor ausente), creciendo a una altitud de 2,000 pies (610 m). El Destructor luego dibuja la Palabra del odio, y junto con la Mente Uni se enfrenta al Cuarto Anfitrión. Los Celestiales, sin embargo, disipan la Mente Uni y funden la armadura del Destructor en escoria, dispersando las fuerzas vitales de los asgardianos. La iniciativa de las diosas Madres del Cielo pacifica a los Celestiales, y Thor revive a su gente a través de Odin usando una fracción del poder acumulado de los otros Padres del Cielo.
Loki finalmente encuentra los restos del Destructor y lo reforma en un intento por destruir a Thor, que ha sido reducido a la pulpa después de una batalla triunfante pero destructiva contra la Serpiente de Midgard. El Destructor, sin embargo, no puede matar a Thor debido a una maldición inducida por la Reina de los muertos nórdica, Hela, que hizo que sus huesos se volvieran frágiles e incapaces de curarse o morir. Thor arrebata el control de la armadura al huésped, un Gigante de Hielo cautivado llamado Siggorth, por pura fuerza de voluntad y continúa para derrotar a Loki. El Destructor, representado por pensar y hablar por primera vez, intenta recuperar el control de Thor, pero falla. Usando las ropas de Thor y empuñando su martillo Mjolnir, el Destructor se enfrenta a Hela y la obliga a restaurar a Thor a su forma humana. El Destructor se queda en un cristal en el reino de Hela, y finalmente es animado por la diosa Lorelei. Lorelei lucha contra varios asgardianos y, posteriormente, queda atrapado en la dimensión de las Grandes Bestias.
El Destructor es luego desplegado por trolls, quienes lo empoderan con el espíritu del villano Maestro, una futura versión malvada de Hulk. Incapaz de detener físicamente al Destructor, el Hulk entra en la armadura en el plano mental y destierra al Maestro. Thor tiene dos encuentros más con el Destructor, con la armadura casi matándolo en la primera ocasión y rompiendo su mandíbula en la segunda. La armadura finalmente es recuperada por Loki y ocupada por la entidad Desak, aunque Thor, equipado con el Odinpower, la decapita con un tiro de Mjolnir.
El dios Asgardiano Balder toma el control de la armadura cuando Thor estaba en una búsqueda para localizar a sus personas desaparecidas, y el villano Doctor Doom más tarde usó una copia de la armadura Destructor para atacar a los asgardianos.
Luego de que Thor pierde la capacidad de manejar a Mjolnir, y el martillo es reclamado por una mujer desconocida, Odín envía al Destructor, animado por su hermano Cull la Serpiente, para reclamarlo. La reina de los dioses, Frigga obliga a Odin a retirar el Destructor cuando ella lo enfrenta sabiendo que esencialmente se ha convertido en el villano con su ataque no provocado.

## Poderes y habilidades
El Destructor está forjado de un metal desconocido y encantado. La armadura del Destructor posee fuerza sobrehumana, resistencia y es prácticamente invulnerable. Es capaz de proyección de energía, manipulación de la materia y, cuando se baja el visor de la armadura, puede disparar un rayo de desintegración.
Aunque el Destructor puede actuar independientemente por períodos breves, el constructo típicamente no tiene vida hasta que está animado por la fuerza vital de un ser viviente sensible. Una vez animado, el Destructor conserva una personalidad base rudimentaria que eventualmente subvierte al anfitrión a menos que este último sea un individuo con una voluntad particularmente fuerte. Odín también es capaz de lanzar un hechizo que puede forzar a la persona animadora desde la armadura y desactivarla.

## Otras versiones
- Durante la historia de Secret Wars,[26] el villano, Maestro, busca la armadura Destructor, ahora custodiada por el 'Ancestral', una versión antigua de Rick Jones.[27]

## En otros medios

### Televisión
- El Destructor aparece en el segmento El Poderoso Thor de la serie animada de televisión The Marvel Super Heroes.
- El Destructor aparece en The Avengers: Earth's Mightiest Heroes episodio "Sin Poderes." El Destructor es convocado por la Encantadora que lo fusiona con la esencia de Loki para que él promulgue su venganza contra Thor. Después de que el hechizo que bloquea sus poderes es roto por Thor que aprende humildad, él, Iron Man y el Capitán América logran electrocutar la armadura Destructor expulsando la esencia de Loki de nuevo a su prisión.
- Aparece en la segunda temporada de Ultimate Spider-Man, en el episodio 12 "Itsy Bitsy Hombre Araña", usado por Loki para destruir a Thor, Spider-Man y su equipo.
- Aparece en la primera temporada de Avengers Assemble, con la voz de Maurice LaMarche (en "El Doomstructor"),[28] usado por el Doctor Doom y de Jim Meskimen (en "Un Amigo en Apuros"),[29] es usada por Ultron.
- El Destructor aparece en la serie de Guardianes de la Galaxia. En el episodio "La Armadura Destructora", el Destructor fue encontrado en el planeta Retsemaw, donde Destructor era parte de un acuerdo de paz entre los Spartaxs y los Asgardianos. Rocket Raccoon activa a Destructor durante la lucha de los Guardianes de la Galaxia con el Orden Negro y los derrota fácilmente. La armadura del Destructor se lleva a Knowhere, donde los Guardianes de la Galaxia esperan que el Broker ayude a resolverlo. Cuando un patrón de un bar insulta, Rocket Raccoon usa la armadura Destructor para atacar. Rocket Raccoon pronto pierde el control de la armadura del Destructor causando que Drax el Destructor para luchar contra Destructor hasta que Loki aparezca en Knowhere. Loki luego controla la armadura del Destructor para atacar a los Guardianes de la Galaxia. Con la ayuda de Star-Lord, Rocket Raccoon pudo romper el control de Loki sobre la armadura del Destructor para usarla para derrotar a Loki. La armadura del Destructor luego lleva a Loki de vuelta a Asgard. En el episodio "La Guerra contra Asgard, Parte 1º: El Ataque del Rayo", la armadura del Destructor acompaña al grupo de Thor a Spartax como parte de la guerra entre Asgard y Spartax. Mientras Rocket Raccoon obtiene la información que necesitan de la armadura del Destructor que involucra a Loki robando la Semilla Cósmica de J'son, Loki toma el control de la armadura del Destructor para atacar a Thor. En el episodio "La Guerra contra Asgard, Parte 2º: El Rescate", la armadura Destructor acompaña a Thor y Angela para ayudar a los Guardianes de la Galaxia a rescatar a Star-Lord de Thanos.

### Cine
- El Destructor aparece en la película de acción en vivo Thor.[30] En esta continuidad es un golem gigante, semiautomático, que obedece las órdenes del rey de Asgard.
- En Los Vengadores, el agente de S.H.I.E.L.D. Phil Coulson, usa un arma contra Loki, basada en la tecnología del Destructor.

### Videojuegos
- El Destructor aparece en Marvel: Ultimate Alliance. La mente de Loki habita en la armadura después de engañar a los superhéroes al liberarla. Además de poseer una gran fuerza y poder, la armadura Destructor es invunerable a todos los ataques. Solo por tener El Destructor, atacar el cristal que contiene el cuerpo de Loki puede derrotar tanto a la armadura como a Loki.
- La armadura del Destructor es un disfraz desbloqueable en el videojuego de 2011 Thor: God of Thunder, que actúa como precuela de la película. Thor conserva su capa roja mientras la usa.
- Aparece como jefe en el juego de Facebook Marvel: Avengers Alliance y más adelante se puede desbloquear como personaje jugable
- El Destructor aparece en Lego Marvel Super Heroes.[31]
- El Destructor es un personaje jugable en el juego móvil Marvel Future Fight.
- El Destructor es un personaje jugable en Lego Marvel Vengadores.
- El Destructor aparece como un jefe en Marvel Ultimate Alliance 3: The Black Order, con la voz de Liam O'Brien. Cuando Red Skull y Hela intentan apoderarse de Asgard, Hela transfiere el alma Skull a la armadura Destructor, que es casi invencible hasta que Odin aparece para destruirla.[32]
- El Destructor es un personaje jugable en el juego de móvil Marvel Snap. Siendo una carta de coste 6 y ataque 14 que destruye el resto de cartas del jugador que la usa.
- El Destructor es un personaje jugable en Marvel Contest of Champions.[33]

### Juguetes
- El Destructor se incluyó como una variante en la ronda 15 de la línea de figuras de acción 6 Marvel Legends de Toy Biz.
- Una figura del Destructor fue lanzada en la oleada 39 de la línea Marvel Minimates.
- Destructor fue lanzada en la línea de 3 paquetes de la Batalla de Asgard de Marvel Super Hero Squad, empaquetados con figuras de Thor y Loki.
- 2 figuras de El Destructor fueron lanzadas en el 3.75 de Hasbro de la línea tie-in de la película Thor: The Mighty Avenger. Además, una figura fue lanzada en la misma línea.